# Typton dimorphus
Typton dimorphus är en kräftdjursart som beskrevs av Bruce 1986. Typton dimorphus ingår i släktet Typton och familjen Palaemonidae. Inga underarter finns listade i Catalogue of Life.